# Palazzo Alli Maccarani
Palazzo Alli Maccarani é um palácio localizado no número 48 da Via dell'Umiltà, no rione Trevi de Roma. 

## História
A proeminente família Maccarani possuía dois palácios do século XVI na Via dell'Umiltà além do Palazzo Maccarani Stati, em frente à igreja de Sant'Eustachio. Um deles, do século XVII, ficou conhecido como Alli Maccarani em 1666, quando o último membro da família deixou suas propriedades para Lellio Alli. O edifício ostenta um interessante portal com um relevo de Medusa, uma górgona com cabelos de serpentes, no Vicolo Sciarra. 
Atualmente o edifício abriga escritórios da Camera di Commercio di Roma.